# Billy Joel
William Martin Joel, més conegut com a Billy Joel (barri del Bronx, Nova York, 9 de maig de 1949) és un pianista i cantautor estatunidenc. Artista prestigiós, Billy Joel ha rebut sis Premis Grammy durant la seva carrera, aturada parcialment d'ençà del 1993.

## Biografia
Billy Joel va nàixer al barri del Bronx a Nova York però es va criar a Hicksville, en un barri obrer. El seu pare, Howard (que es deia anteriorment Helmuth), havia nascut a Alemanya i era el fill de Karl Amson Joel, un home de negocis alemany, que, arran de l'adveniment del règim nazi, va emigrar a Suïssa i més endavant als Estats Units. La mare d'en Billy Joel, Rosalind Nyman, havia nascut a Anglaterra. Tots dos pares eren de confessió jueva. Després de divorciar-se el 1960, el pare del cantant tornà a Europa i s'instal·là a Viena. Billy Joel té una germana, Judith Joel, i un germanastre, Alexander Joel, que és un director d'orquestra clàssica prestigiós a Europa i l'actual director musical del Staatstheater Braunschweig.
El pare del futur cantant era un gran pianista i així Billy començà ben jove a manifestar un interès considerable devers la música, sobretot la música clàssica. Aprengué aleshores a tocar el piano, i aquest lleure feu que els altres infants de la seva edat se’n burlessin. Arran d'aquell assetjament freqüent Billy va decidir de fer classes de boxa per a poder defensar-se. Va progressar bastant ràpidament, guanyà 22 combats, i així va poder participar en torneigs com el "golden gloves"; amb tot abandonà després que un adversari li trencà el nas.
Va estudiar a l'institut Hicksville però no s'hi va diplomar, ja que havia d'ajudar sa mare després del divorci tocant el piano en un bar musical, la qual cosa afectà greument la seva escolaritat. Decidí aleshores d'aturar l'escola per a engegar una carrera musical.

## Inicis de la carrera musical
Quan només tenia 14 anys va formar part d'un grup que havia fundat, the Echoes, que gaudí de cert èxit local. El grup canvià de nom diverses vegades i s'anomenaren the Emeralds i finalment the Lost Souls i el 1967 Joel deixà els seus companys per a tocar amb els Hassles. El grup publicà diversos àlbums però no significaren cap èxit de vendes notable. Així al cap de pocs anys de vida, el grup es va desfer el 1969. Arran d'aquesta dissolució Billy Joel va formar el duo Attila amb el bateria dels Hassles, Jon Small. Aquesta nova formació tampoc no durà gaire, després d'haver publicat un àlbum el juliol del 1970, el grup es disgregà a l'octubre següent, ja que Joel va tenir una relació amb la dona d'en Small, Elizabeth, amb qui es va casar després.

### Cold Spring Harbor
El 1971 Billy Joel va editar el seu primer àlbum de solista, Cold Spring Harbor. Aquest àlbum no representà cap gran èxit pel cantant, ja que per una banda el disc es va editar amb una velocitat inadequada i a conseqüència la veu d'en Billy Joel va pujar d'un semitò i a més a més el contracte signat amb la productora Ripp's Family Productions li proporcionaren uns ingressos esquifits.
Joel feu diverses actuacions en locals de la ciutat de Nova York durant la tardor de 1971 abans d'anar-se'n cap a la costa oest, a la ciutat de Los Angeles a començaments de 1972, on adoptà com a nom artístic Bill Martin. Va ser llavors quan escrigué el seu primer i destacat èxit Piano Man que li obriria després la porta als escenaris. Així començà a actuar a la primera part en concerts d'artistes i grups prestigiosos com The Beach Boys i Taj Mahal tot i que va ser gràcies al festival Mar y sol que es va fer a Puerto Rico l'abril de 1972 que la seva notorietat va créixer considerablement.

## Principis de la fama
Va ser el 1979, arran de la publicació de 52nd Street, àlbum que contenia les cançons d'èxit "My Life", "Big Shot" i "Honesty", que el nom de Billy Joel començà a fer-se famós. La cançó "My Life" esdevingué més endavant el tema musical d'una sèrie de tele estatunidenca Bosom Buddies, en la qual actuava Tom Hanks en un dels seus papers més primerencs. Aquest àlbum li feu guanyar diversos Premis Grammy per la millor actuació vocal a la categoria Pop masculina i com a Àlbum de l'Any.
L'èxit popular d'algunes cançons com "Just the Way You Are", "She's Always a Woman" o "Honesty" conduïren alguns crítics a donar una etiqueta de "rocker tou" a Joel, la qual cosa no li agradà gens. A conseqüència escrigué un nou àlbum d'estil diferent Glass Houses amb un rock més dur, i alhora d'influència New Wave, per a demostrar que no pertanyia a la categoria en la qual la premsa pretenia encasellar-lo.
L'àlbum arribà a classificar-se durant 6 setmanes com a n°1 de la llista d'èxits musicals i va ser un vertader fenomen comercial. Contenia diversos èxits com ara "You May Be Right", "Don't Ask Me Why", "Sometimes a Fantasy" i "It's Still Rock and Roll to Me". La popularitat i prestigi adquirit amb Glass Houses li valgué el Premi Grammy com a millor actuació vocal a la categoria rock masculina i també el American Music Award for Favorite Album, a la categoria Pop/Rock.
Billy Joel es va divorciar de la seva dona Elizabeth el 20 de juliol de 1982.
El cantant va afirmar posteriorment que havia tingut una relació amb la model Elle Macpherson que seria evocada a les seves cançons "This Night" i "And So It Goes". Amb tot va ser amb una altra model, Christie Brinkley, que es va casar el 1985. Aquesta també fou l'objecte d'una cançó "Uptown Girl" i fins i tot protagonitzà el vídeo musical d'aquest títol. Tots dos tenen una filla, Alexa Ray Joel, que també és cantant.

## Viatge a la Unió Soviètica

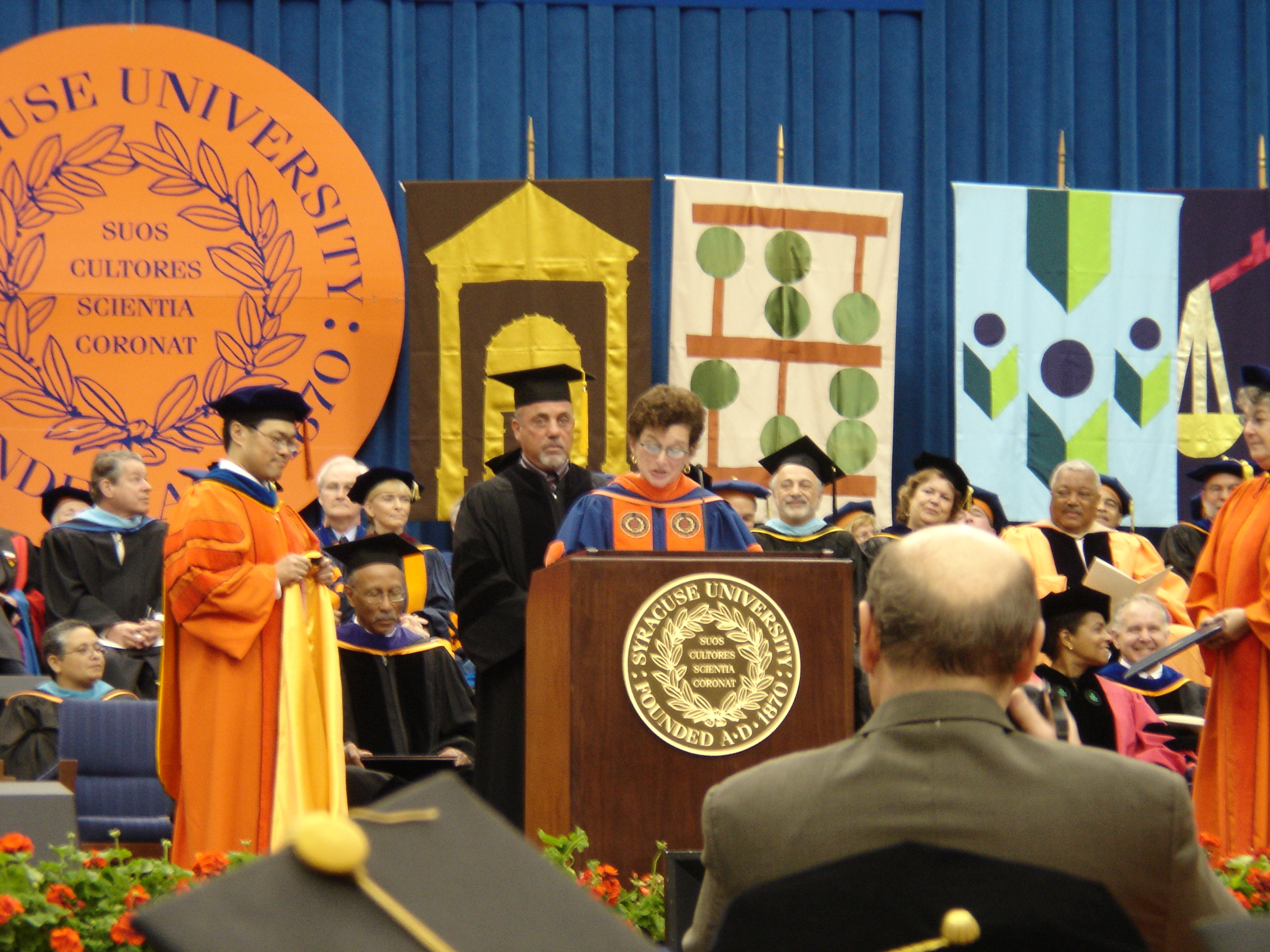
Billy Joel mentre rebia el doctorat honorari a la Universitat de Syracuse, el 14 de maig de 2006

En l'octubre de 1986, Billy Joel va planificar una gira a la Unió Soviètica. Més tard fou un dels primers cantants de rock a tocar-hi després de la caiguda del mur de Berlín. Es programaren aleshores concerts a Moscou, Leningrad i a la capital de Geòrgia, Tbilisi. Joel, la seva família i tot el seu grup van iniciar el viatge l'agost de 1987. Gran part de la gira es va filmar per a sufragar el cost elevat d'aquesta aventura musical, i els concerts es van transmetre per la ràdio a tot el món.
El resultat més immediat del concert va ser l'àlbum КОНЦЕРТ (o sigui "Concert" en rus) que es va publicar l'octubre de 1987. S'estima que Joel va perdre llavors més d'1 milió de dòlars dels seus diners per a les despeses de l'esdeveniment.
Tot i que no va acabar l'institut Billy Joel ha rebut alguns títols honorífics de diverses universitats estatunidenques.

## Discografia
- Cold Spring Harbor (1971)
- Piano Man (1973)
- Streetlife Serenade (1974)
- Turnstiles (1976)
- The Stranger (1977) (Disc de diamant)
- 52nd Street (1978)
- Glass Houses (1980)
- Songs in the Attic (Live) (1981)
- The Nylon Curtain (1982)
- An Innocent Man (1983)
- Greatest Hits, Vols. 1 & 2 (1973-1985) (1985) (compilation) Disc de diamant el 2000
- The Bridge (1986)
- КОНЦЕРТ (Live) (1987)
- Storm Front (1989)
- River of Dreams (1993)
- Greatest Hits, Vol. 3 (1997) (recopilació)
- The Complete Hits Collection: 1973-1997 (1997) (recopilació)
- 2000 Years: The Millennium Concert (Live) (2000)
- Fantasies & Delusions (2001)
- Ultimate Collection (2001) (recopilació)
- Essential Billy Joel (2001) (recopilació)
- Movin' Out Original Broadway Cast Recording (2002) (performed by the cast of Movin' Out)
- Piano Man: The Very Best Of (2004) (recopilació)
- My Lives (2005) (recopilació)
- 12 Gardens Live (Doble àlbum live) (2006)
- Live at The Shea Stadium (Doble àlbum live) (2011)
- Original Album Classics (2012) (recopilació)